# Puya (musica)
La puya è una composizione per fisarmonica diatonica e voce tipica della Colombia, caratterizzata da un andamento veloce, di notevole difficoltà tecnica per il suonatore di fisarmonica.
Nata come musica strumentale ballata dagli indigeni della Sierra Nevada de Santa Marta, fu in seguito arricchita della parte di canto e integrata nel genere musicale del vallenato, tipico delle zone costiere della Colombia.
Il termine deriva dal verbo spagnolo "puyar", cioè "pungere con un'arma", dal modo in cui la puya era originariamente ballata in fila indiana con le due mani all'altezza del petto, puntando in avanti le dita e muovendole a ritmo di musica come facendo finta di pungere ripetutamente la schiena di chi si trova davanti.
Lo schema armonico e ritmico della puya è simile a quello del merengue.
Oggi è il meno popolare dei ritmi del vallenato, anche a causa delle difficoltà esecutive.